# I tromboni di Fra' Diavolo
I tromboni di Fra' Diavolo è un film del 1962 diretto da Giorgio Simonelli. Il film è un affresco storico scherzoso sul panorama dell'occupazione napoleonica del Regno di Napoli.

## Trama
Nel Regno di Napoli sta ormai imperversando l'occupazione delle truppe francesi, che però incontrano opposizione e resistenza da parte della popolazione, capeggiata dal celebre bandito Fra Diavolo, il quale tenta in ogni modo di mettere in scacco la potenza francese.
Nell'area di queste scorrerie giungono pertanto alcuni squadroni di francesi, accompagnati da un ristretto gruppo di soldati della Repubblica Cisalpina, comandati dal tenente Ippolito Salimei, un marchese di origini piemontesi fedele alla causa repubblicana della Francia, accompagnato dal sergente Visigato, suo sottufficiale nella vita militare e contadino al suo servizio nella vita quotidiana.
Dopo molte scorribande che continuano a minare l'ordine pubblico, il colonnello Chamonix, comandante delle armate francesi, decide di partire alla ricerca del bandito, lasciando il castello dei baroni Forzano, occupato dai napoleonici, nelle mani del reparto cisalpino. Qui però si annida la vicenda amorosa del film che vede la baronessa Cristina Forzano, figlia del proprietario della fortezza, innamorata del bandito Fra Diavolo.
Con l'intento di sposarsi, i due si recheranno in un monastero sperduto nella campagna del napoletano ove si concluderà la vicenda del film.

## Cast
Simonelli, che qui era alla sua sesta regia, aveva già lavorato in quello stesso anno nella recitazione del film I tre nemici.

## Curiosità
- In una scena, quando pentitosi del suo tradimento il tenente Salimei si paragona a Giuda Iscariota, viene mostrato un dipinto di Lippo Memmi, Giuda riceve i 30 denari dalle Storie di Cristo dove il volto di Giuda è sostituito con uno "trecentesco" di Vianello.

## Incongruenze storiche
- Contrariamente all'iconografia classica, ma coerentemente con l'iconografia del periodo raccontato, stando che gli eventi si svolgono nel 1797-1799 e cioè all'epoca dell'occupazione del Regno di Napoli e della prima campagna italiana di Napoleone, il generale Bonaparte viene presentato col classico abbigliamento da generale della guardia imperiale (che adotterà solo con la sua proclamazione ad imperatore nel 1805). In diverse scene è inoltre presentato con al petto una medaglia a riprendere quella della Legion d'onore da lui istituita solo nel 1802 e quindi dopo gli eventi narrati nel film.
- Nel film viene dichiarato dal colonnello Chamonix che Napoleone si trova a Milano al momento dell'arrivo dei francesi al castello dei baroni Forzano, ma in realtà Bonaparte era già entrato in Milano nel 1796.
- Gran parte della vicenda si svolge all'interno del castello dei baroni Forzano i quali erano però siciliani e quindi non oriundi dell'area molisana (Venafro) dove la vicenda si svolge. Diego Forzano, inoltre, ottenne il titolo di barone di San Michele nel 1763, che venne elevato al titolo di marchese dal 1 aprile 1789, ragione per cui il suo erede (dal 1791) Francesco Forzano Di Blasi nel 1798-99 avrebbe dovuto essere chiamato marchese Forzano e non barone Forzano.[1]
- Nel film la figura di Frà Diavolo viene presentata dapprima come quella di un furfante e poi come quella di un patriota, avverso sia ai francesi che ai borbonici (giunge ad insultare re Ferdinando IV). In realtà Frà Diavolo venne nominato capitano dell'esercito borbonico e nei primi dell'Ottocento venne chiamato dai reali per la sua abilità a svolgere il ruolo di secondo in comando alle truppe dell'ammiraglio Sidney Smith, comandante della flotta reale di Napoli.